# Hůrka (Bystřice)
Hůrka je vesnice v okrese Benešov, součást obce Bystřice. Nachází se 3,5 km na sever od Bystřice. S vesnicí sousedí Jarkovický rybník. Jsou zde evidovány 3 adresy. Hůrka leží v katastrálním území Jírovice.

## Historie
První písemná zmínka o vesnici pochází z roku 1560.
Za druhé světové války se ves stala součástí vojenského cvičiště Zbraní SS Benešov a její obyvatelé se museli 31. prosince 1943 vystěhovat.